# Петър Шивачев
Петър Николов Шивачев е български свещеник и революционер, деец на Вътрешната македоно-одринска революционна организация.

## Биография
Петър Шивачев е роден в 1864 година в лозенградското село Карахадър (днес в Турция). В 1888 година завършва в Одрин третокласно училище. След това е учител в селата Енимахле, Карамаслия и Карахамза. Шивачев става свещеник и е ръкоположен от одринския владика в 1892 година. Петър Шивачев служи в църквата на село Карахамза „Свети Спас“ и в църквата „Свети Константин и Елена“. Взема дейно участие в борбата за независима българска църква. Включва се в редиците на ВМОРО и участва в подготовката на Илинденско-Преображенското въстание. След въстанието бяга в България. Умира в село Главан, Харманлийско.